# Загоруйко Сергій Абрамович
Сергій Абрамович Загоруйко (нар. 1900, село Товста, тепер Звенигородського району Чекркаської області — ?) — український радянський діяч, голова колгоспу «Червоний Жовтень» села Товста Вільшанського району Київської (Черкаської) області. Депутат Верховної Ради СРСР 1-го скликання.

## Життєпис
Напродився в бідній селянській родині. Освіта початкова. У п'ятнадцятирічному віці втратив батька, наймитував у поміщика та заможних селян.
З 1918 до 1921 року служив у Червоній армії, учасник громадянської війни в Росії.
Потім працював у власному сільському господарстві. У 1928 році став організатором одного із колгоспів села Товста.
З 1929 року — колгоспник, з 1933 року — бригадир рільничої бригади колгоспу імені Демченка села Товста Вільшанського району Київської області. Збирав високі врожаї пшениці.
З 1937 року — голова колгоспу «Червоний Жовтень» села Товста Вільшанського (тепер — Городищенського) району Київської (тепер — Черкаської) області.

## Нагороди
- орден Леніна (30.12.1935)